# Ceratina citriphila
Ceratina citriphila är en biart som beskrevs av Cockerell 1935. Ceratina citriphila ingår i släktet märgbin, och familjen långtungebin. Inga underarter finns listade i Catalogue of Life.